# Réo
Réo es una ciudad de la provincia de Sanguié, en la región Centro-Oeste, Burkina Faso. A 9 de diciembre de 2006 tenía una población censada de 28 466 habitantes.
Se encuentra ubicada al norte de la frontera con Costa de Marfil y al oeste de la capital del país, Uagadugú. 